# Жискар д’Эстен, Валери
Валери́ Рене́ Мари́ Жорж Жиска́р д’Эсте́н (фр. Valéry René Marie Georges Giscard d’Éstaing; 2 февраля 1926[…], Кобленц — 2 декабря 2020[…], Отон, Франция[…]) — французский государственный и политический деятель, 20-й президент Французской Республики (Пятая республика) в 1974—1981 годах.

## Биография
Родился в состоятельной дворянской семье на оккупированной Францией территории Германии, где в тот момент находился по долгу службы его отец Эдмон Жискар д’Эстен (1894—1982, финансовый инспектор, член Института Франции). Мать будущего президента Мэ Барду (1901—2003) — племянница Франсуа Жоржа-Пико, правнучка Аженора Барду и графа де Монталиве.
Валери хорошо проявил себя во время учёбы и уже в 15 лет получил двойной диплом о полном среднем образовании (фр. baccalauréat) по философии и элементарной математике.
В возрасте 18 лет, в августе 1944 года, он участвовал в освобождении Парижа, состоя в службе, ответственной за защиту гражданского представителя генерала де Голля на оккупированной территории Александра Пароди. После этого он отказался вернуться к учёбе и вступил в 1-ю французскую армию генерала Жана де Латтра де Тассиньи.
13 апреля 1945 года он был повышен до звания бригадира (эквивалетно званию капрала в армии США, близко к званию младшего сержанта в ВС РФ). Он также был отмечен в приказе по армии несколько дней спустя: «Бригадир Жискар д’Эстен из 2-го эскадрона. Записался добровольцем в 19 лет. Быстро стал наводчиком высокого класса, показал себя спокойным и хладнокровным 21 апреля в Беле (сегодня административно входит в состав города Хюфинген), пешком направляя водителя буксируемого танка, с полным презрением к автоматическому оружию и миномётам, огонь которых окружал его. 25 апреля в Цолльхаусе (сегодня Блумберг), его танк, подбитый из Панцерфауста, продолжал вести огонь из орудия несмотря на мощность взрыва […]. Благодаря этому быстрому действию, противник прекратил огонь из Панцерфауста и танк смог продолжить выполнение задачи».

Кроме того, он находился в первом танке, вошедшем 26 апреля в Констанц. О капитуляции Германии он узнал в Австрии.
…я был на танке в Австрии. Пересекли Германию. Мы были на маленьком поле, с яблонями, вдруг нам сказали: «Всё кончилось, останавливаемся, это победа.» Это был сюрприз! Этого не ждали.
За 8 месяцев боевых действий, в том числе 28 дней в боях, он был награждён Военным Крестом 1939—1945. 14 июля 1945 года он принимал участие в военном параде перед генералом де Голлем.
1 сентября 1945 года он вернулся к учёбе. В июле 1946 он успешно сдал экзамены в одно из самых престижных научных заведений Франции в Высшую политехническую школу (6-й в конкурсе из 385). В 1949 году продолжил учёбу в недавно образованной Национальной школе администрации, после завершения которой (1951) началась его политическая карьера.
17 декабря 1952 года в мэрии 8-го округа Парижа он женился на Анне-Эймоне Соваж де Брант; вдова маршала де Латтра де Тассиньи была свидетельницей на этой свадьбе.

## Политическая деятельность
С 1952 по 1954 год — помощник, с января по май 1954 года — инспектор Финансовой инспекции.
В 1954 году — заместитель директора канцелярии премьер-министра Франции.
В 1956—1959 депутат Национального собрания от Национального центра независимых и крестьян.
С 1956 по 1959 год — заместитель председателя Совета Департамента Пюи-де-Дом.
Входил в состав французской делегации 11-й сессии Генеральной ассамблеи ООН.
С 1959 по 1962 год — государственный секретарь Министерства финансов Франции.
С 1962 (январь-апрель 1962 — министр финансов) по 1966 и с 1969 по 1974 год — министр экономики и финансов.
В 1967—1968 годах — председатель Комиссии по финансам, общей экономике и планированию Национального собрания.
Будучи министром финансов Франции, разработал закон Помпиду — Жискара. Именно во время работы в Министерстве экономики он придумал фразу «непомерные привилегии», чтобы охарактеризовать гегемонию доллара США в международных платежах в рамках Бреттон-Вудской системы.
Правоцентристский политик, лидер партии Союз за французскую демократию. После кончины Жоржа Помпиду избран президентом республики и находился на этом посту один полный семилетний срок. Во время правления Жискар д’Эстена были предприняты масштабные государственные проекты (в частности, сооружение скоростных железных дорог TGV и строительство АЭС). Провёл реформу избирательного права, снижение возраста права участия в выборах с 21 до 18 лет. Реформа семейного кодекса: декриминализация абортов, разрешён развод по взаимному согласию. Расширение права обращений в Конституционный совет Франции.
Лауреат премии Нансена 1979 года. Однако во второй половине его срока начался крупный экономический кризис, остановивший стабильный рост французской экономики и положивший конец «славному тридцатилетию».
Жискар д’Эстен, не принадлежавший к голлистским партиям, начал пересматривать некоторые аспекты внешней политики голлизма. При нём Франция постепенно начала возвращаться в военные структуры НАТО, поддержав решение НАТО развернуть в Европе американские ракеты средней дальности. Вместе с тем продолжалось укрепление советско-французских отношений; при Жискаре Франция оставалась одной из самых дружественно настроенных к СССР стран Запада, а самого президента связывали тёплые личные отношения с Брежневым. Премьер-министр Франции Раймон Барр провозгласил «политику жёсткой экономии», что привело к сокращению программ финансирования французского влияния за рубежом, в том числе — в странах Тропической Африки. В конце правления Жискар д’Эстена критики обвиняли его в авторитарном подходе, отказе от компромиссов и стремлении фактически превратить правительство в свой «ближний круг». Это оттолкнуло от него многих правых.
В 1981 году баллотировался на второй срок, но во втором туре проиграл социалисту Франсуа Миттерану. Жискар обвинил в этом поражении своего экс-премьера голлиста Жака Ширака (предшественника Барра), который выставил свою кандидатуру на этих выборах, отобрал у президента часть голосов и, не пройдя во второй тур, не призвал своих сторонников голосовать за Жискар д’Эстена. Впоследствии, когда Ширак уже сам стал президентом (в 1995), Жискар всегда выступал критиком его политики.
С 1982 по 1988 год — советник Департамента Пюи-де-Дом (Шамальер). 1986—2004 годы — президент регионального совета Оверни.
В 1984—1989, 1993—2002 депутат Национального собрания. С 1989 по 1993 годы — депутат Европейского парламента.
В 2003 году избран членом Французской академии, с 2004 года участвовал в заседаниях Конституционного совета Франции (хотя членом его являлся пожизненно ещё с 1981 года как экс-президент, но до этого занимал выборные посты, несовместимые по закону с местом в Совете).
В 2001 году Жискар д’Эстен возглавил специальный Конвент, созданный для выработки проекта европейской конституции. Противник принятия Турции в Евросоюз. Перед выборами-2007 поддержал Николя Саркози, что вызвало дискуссию, поскольку Жискар, как член Конституционного совета, имеет некоторые ограничения на публичные высказывания (аналогичная критика была связана и с его выступлениями в поддержку Европейской конституции перед референдумом).
Французы называют его l’Ex (Экс) — на протяжении четверти века, с 1981 по 2007 год, он являлся единственным живущим экс-президентом Франции (за исключением нескольких месяцев в 1995—1996 годах, между уходом Миттерана со своего поста и его кончиной). В 2004 году Жискар побил рекорд Эмиля Лубе по самому долгому пребыванию в статусе экс-президента (Лубе прожил 23 года после того, как покинул должность), а в 2017 году — и рекорд Лубе по достижению наибольшего возраста среди экс-президентов (Лубе дожил до 91 года).
Постоянный член Бильдербергского клуба.
В 2009 году во Франции вышел роман «Принцесса и президент», написанный Валери Жискар д’Эстеном. Вокруг романа разгорелись бурные дискуссии, поскольку в главной героине легко опознаётся Диана, принцесса Уэльская, а в главном герое — сам д’Эстен.
В 2012 году, как представитель Франции, по личному приглашению В. Путина посетил празднование 200-летия Бородинского сражения. Всего в СССР и России, начиная с эпохи Брежнева, был более 10 раз. В 2014 году выступил в поддержку аннексии Крыма Россией.
В ночь со 2 на 3 декабря 2020 года скончался в своём семейном доме в департаменте Луар-э-Шер от осложнений, вызванных коронавирусной инфекцией (COVID-19). У него также имелся ряд других заболеваний.
Президент Эммануэль Макрон опубликовал заявление, в котором охарактеризовал Жискара д’Эстена как «слугу государства, политика прогресса и свободы»; президент объявил 9 декабря национальным днём траура по Жискару д’Эстену. Бывшие президенты Николя Саркози и Франсуа Олланд, кандидат в президенты 2017 года Марин Ле Пен, канцлер Германии Ангела Меркель и лидеры Европейского союза Шарль Мишель, Давид Сассоли и Урсула фон дер Ляйен выступили с заявлениями, в которых высоко оценили усилия Жискара по модернизации Франции и укреплению отношений с Европейским союзом.

## Семья и личная жизнь
Имел четверых детей. Старший сын Луи Жискар д’Эстен — вице-председатель Национального собрания Франции (2007—2012).
Любовницей Валери Жискар д’Эстена была нидерландская актриса Сильвия Кристель (она была моложе на 26 лет), чего они оба не скрывали.
Кроме того, Валери Жискар д’Эстену приписывают роман с Мари Лафоре.

## Сочинения
- Французская демократия / пер. с фр. — М. : Прогресс, 1977. — 118, [2] с. — Рассылается по специальному списку
- «Власть и жизнь. 1988—1991» — воспоминания экс-президента Франции о времени пребывания у власти, наиболее интересных событиях и встречах в большой политике того периода.
  - Русское издание:
    - Кн. 1. — М.: Международные отношения, 1990. — ISBN 5-7133-0166-4
    - Кн. 2. Противостояние. — М.: Международные отношения, 1993. — ISBN 5-7133-0657-7
- Французы : размышления о судьбе народа / [пер. с фр. Г. А. Абрамова]. — М. : Ладомир, 2004. — 246, [1] с. — ISBN 5-86218-439-2
- Принцесса и Президент : роман / [пер. с фр. Д. И. Гарибашвили]. — М. : РИПОЛ классик, 2010. — 334, [1] с. — ISBN 978-5-386-02053-8
- Вилли Брандт, Генри Киссинджер, Валери Жискар д’Эстен Брежнев : уйти вовремя / [пер. с нем. М. Левина, пер. с англ. В. Львова, пер. с фр. Н. Дубининой]. — М. : Алгоритм, 2012. — 286, [1] с. — ISBN 978-5-4438-0120-9
- Победа Великой армии / [пер. с фр. А. Ю. Петрова и др.]. — М. : РОССПЭН : Ельцин центр, 2015. — 221, [2] с. — ISBN 978-5-8243-1951-4

## Награды
- Кавалер Большого Креста ордена Святого Олафа (Норвегия, 1962)